# Flygande Jacob
Il flygande Jacob o flygande Jakob (lett. "Jacob volante", dal nome del suo creatore) è uno sformato svedese a base di pollo, banane, bacon, panna montata, salsa chili e arachidi tostate. Viene spesso servito con riso e insalata come contorni. Il piatto nacque nel 1976, e da allora è diventato uno dei più popolari della cucina svedese.

## Storia
Il flygande Jacob venne ideato da Ove Jacobsson, che lavorava nel settore del trasporto aereo, nell'estate del 1976, quando dovette cucinare qualcosa da servire in occasione di una festa col vicinato, utilizzando gli ingredienti che aveva a disposizione e trovandosi quindi a improvvisare. Uno dei commensali, il giornalista Anders Tunberg, apprezzò il piatto e permise a Jacobsson di pubblicare la ricetta nella sua rivista Allt om mat.
Il nome del piatto (lett. "Jacob volante"), è un riferimento sia al mestiere di Jacobsson sia al famoso maratoneta svedese Gösta Jacobsson, e sarebbe stato coniato da Tunberg (secondo altre fonti da Ove).
Il flygande Jacob e altri pasticci contemporanei contenenti sia ingredienti dolci sia quelli salati, come il kassler Hawaii e l'after eight päron, ebbero particolarmente successo tra le classi operaie grazie ai costi ridotti degli alimenti che servivano a prepararli. Diversi scrittori e giornalisti spronavano le persone a cucinare il piatto durante i raduni informali e le cene comunitarie in quanto semplice da preparare. La popolarità del piatto fu favorita dall'economicità delle banane, che durante il XX secolo in Svezia erano un prodotto esente dai dazi doganali.
Oggi lo si può trovare nelle caffetterie e nei ristoranti della Svezia ed è servito nelle locali case di cura. Per 4-5 persone, la ricetta "tradizionale" prevede di utilizzare:
- 1 pollo intero già cotto;
- 2 banane;
- 200 mL di panna montata;
- 100 mL di salsa chili (in alternativa ketchup);
- 140 g di pancetta;
- 50 g di arachidi o noccioline.

## Accoglienza
Il flygande Jacob è stato oggetto di giudizi misti. Molti non lo apprezzano a causa dell'insolita combinazione di ingredienti di cui è composto e a causa di ciò è stato definito "anti-epicureo" e "un mischione davvero terrificante". Il sito TasteAtlas lo ritiene il secondo peggiore piatto da forno scandinavo dopo il Janssons frestelse.
Nonostante questo, in Svezia molti lo considerano un comfort food ed è particolarmente apprezzato dai più piccoli. Ha anche ricevuto apprezzamenti da autori e specialisti in ambito culinario. Il cuoco Magnus Nilsson lo ha elogiato dichiarando che «pochi altri piatti svedesi sono unici ed emblematici (come il flygande Jacob)», mentre Ian Grierson, autore di World Foods with Strange Names, lo ritiene "eccellente", pur lamentandone il grande quantitativo calorico.